# 何顯淑
何顯淑（1520年—1556年），字晦仲，號漢南，四川嘉定州榮縣人，民籍。

## 生平
九月十六日生，行一，治《詩經》，由縣學附學生中式壬子科（1552年）四川鄉試第五十八名舉人，年三十七歲中式嘉靖三十五年（1556年）丙辰科會試中式第四十六名，第二甲第六十名進士。工部觀政，未授官，卒。

## 家族
曾祖何本新，壽官；祖父何子奇，府同知；父何魯，監生；前母胡氏；陳氏。永感下，妻鄒氏，弟顓淑；顗淑；穎淑；順淑（舉人）；頤淑。